# Liga de los Comunistas de Serbia
La Liga de los Comunistas de la República Socialista de Serbia (en serbocroata: Savez komunista Socijalistička Republika Srbija) fue la rama serbia de la Liga de los Comunistas de Yugoslavia, el único partido legal de Yugoslavia entre 1945 y 1990.
Fue fundada en 1945. Cambió su nombre de KPS a SKS en 1952. En virtud de una nueva constitución ratificada en 1974, se delegó un mayor poder a las distintas ramas a nivel de la república. A finales de la década de 1980, el partido fue asumido por una facción que respaldaba a Slobodan Milošević para convertirse en líder del partido. Milošević apaciguó a los nacionalistas en Serbia prometiendo reducir el nivel de autonomía dentro de las provincias autónomas de Kosovo y Voivodina. Esta política aumentó las tensiones étnicas con las otras repúblicas y nacionalidades. A principios de la década de 1990, las crecientes tensiones étnicas entre las repúblicas de Yugoslavia provocaron la desintegración del partido federal.

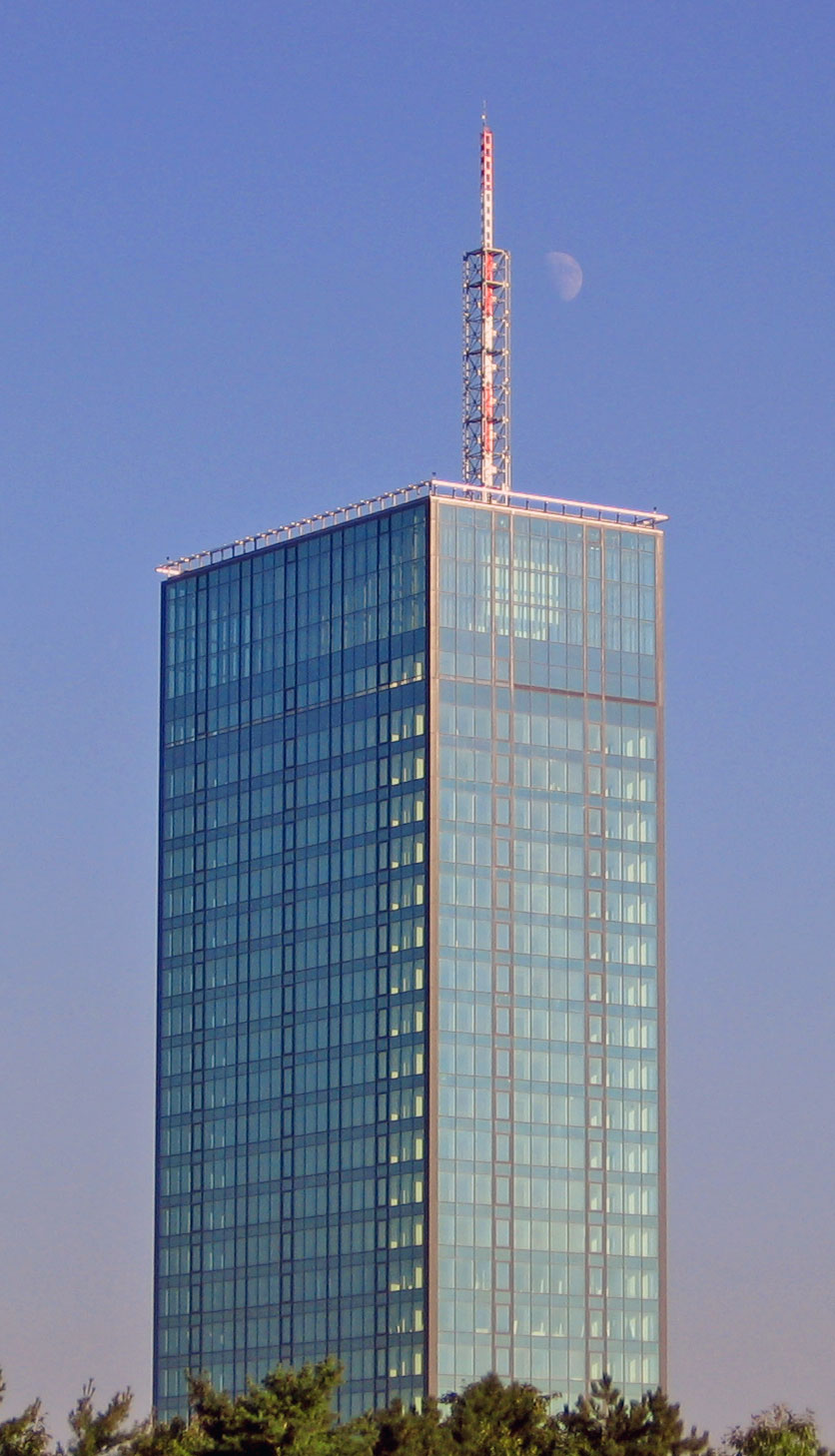
Torre Ušće, antigua sede de la Liga de Comunistas de la RS de Serbia en Belgrado

El 27 de julio de 1990, se fusionó con varios partidos más pequeños para formar el Partido Socialista de Serbia.
Durante su existencia, la Liga de los Comunistas de Kosovo y la Liga de los Comunistas de Voivodina se asociaron con ella como "partes integrantes".

## Presidentes del Comité Central de la Liga de los Comunistas de la RS de Serbia
| N.º                            | Imagen                         | Nombre                         | Desde                          | Hasta                          |
| Secretarios del Comité Central | Secretarios del Comité Central | Secretarios del Comité Central | Secretarios del Comité Central | Secretarios del Comité Central |
| ------------------------------ | ------------------------------ | ------------------------------ | ------------------------------ | ------------------------------ |
| 1                              |                                | Blagoje Nešković               | 1941                           | 1948                           |
| 2                              |                                | Petar Stambolić                | 1948                           | Marzo de 1957                  |
| 3                              |                                | Jovan Veselinov                | Marzo de 1957                  | 4 de noviembre de 1966         |
| 4                              |                                | Dobrivoje Radosavljević        | 4 de noviembre de 1966         | Febrero de 1968                |
| 5                              |                                | Petar Stambolić                | Febrero de 1968                | Noviembre de 1968              |
| 6                              |                                | Marko Nikezić                  | Noviembre de 1968              | 26 de octubre de 1972          |
| 7                              |                                | Tihomir Vlaškalić              | 26 de octubre de 1972          | Mayo de 1982                   |
| 8                              |                                | Dušan Čkrebić                  | Mayo de 1982                   | 17 de mayo de 1984             |
| 9                              |                                | Ivan Stambolić                 | 17 de mayo de 1984             | Mayo de 1986                   |
| 10                             |                                | Slobodan Milošević             | Mayo de 1986                   | 24 de mayo de 1989             |
| 11                             |                                | Bogdan Trifunović              | 24 de mayo de 1989             | 16 de julio de 1990            |

## Congresos
- I. Congreso (fundador) - 8 a 12 de mayo de 1945
- II. Congreso - 17 a 21 de enero de 1949
- III. Congreso - 26-29 de abril de 1954
- IV. Congreso - 4 a 6 de junio de 1959
- V. Congreso - 11 a 14 de mayo de 1965
- VI. Congreso - 21 a 23 de noviembre de 1968
- VII. Congreso - 23 a 25 de abril de 1974
- VIII. Congreso - 29 a 31 de mayo de 1978
- IX. Congreso - 1982
- X. Congreso - mayo de 1986
- XI. Congreso - diciembre de 1989
- XII. Congreso (extraordinario) - julio de 1990